# Carlos Meléndez Latorre
Carlos Meléndez Latorre (Bilbao, Vizcaya, 26 de enero de 1957) es un exfutbolista español que se desempeñaba como guardameta.
Disputó un total de 11 partidos en Primera División, en doce temporadas, entre Athletic Club (6) y RCD Espanyol (5). En la mayor parte de sus años como profesional estuvo a la sombra de históricos guardametas como Zubizarreta o N'Kono.

## Trayectoria
Se inició como futbolista en el Arenas Club, donde coincidió con el técnico Javier Clemente en la temporada 1975-76. En 1977 se incorporó al CD Basconia de Segunda B, a las órdenes de Clemente. En 1978 firmó por el Bilbao Athletic, donde siguió como titular. A mitad de la temporada 1979-80 promocionó al Athletic Club, tras la retirada de Iribar en diciembre. El 16 de enero de 1980 debutó con el Athletic Club en un encuentro de Copa frente al Munguía (8-0). Continuó como suplente de Aguirreoa el resto de la campaña. Se incorporó definitivamente al primer equipo de cara a la temporada 1980-81, la primera sin José Angel Iribar.
El 21 de septiembre de 1980 debutó en Primera División, en una victoria por 4-1 ante el Real Valladolid, que coincidió con la llegada de Iñaki Sáez al banquillo rojiblanco. En su sexto partido en Liga, cometió un error frente al RCD Espanyol, que le apartó de la titularidad en favor de Peio Aguirreoa, aunque fue Andoni Cedrún el que acabó la temporada como titular. En las siguientes cinco temporadas estuvo a la sombra de Andoni Zubizarreta, por lo que no llegó a jugar ningún encuentro liguero.
Fichó por el RCD Espanyol en el verano de 1986, que dirigía Javier Clemente y tenía a Tommy N'Kono como titular indiscutible. Con el equipo blanquiazul logró un ascenso a Primera División, en 1990, después del descenso del año anterior. Tras dos temporadas como suplente de Biurrun, se retiró en 1992.A pesar de ello, vivió como titular dos de los partidos más importantes de la historia del Espanyol, por lo que se ganó el cariño de la afición perica: las semifinales de Copa de la UEFA 1988 y el ascenso a Primera, con tanda penaltis, frente al CD Málaga en 1990.
Después de su retirada ejerció como entrenador de porteros, destacando su paso por el Athletic Club entre 2006 y 2008.Tras la llegada de Luis Llopis, pasó a ser ojeador del club rojiblanco hasta 2022.

## Clubes
| Club              | País   | Año       |
| ----------------- | ------ | --------- |
| Arenas Club       | España | 1975-1977 |
| CD Basconia       | España | 1977-1978 |
| Bilbao Athletic   | España | 1978-1980 |
| Athletic Club     | España | 1980-1986 |
| R. C. D. Espanyol | España | 1986-1992 |

## Palmarés
| Título              | Club          | País   | Año  |
| ------------------- | ------------- | ------ | ---- |
| Liga española       | Athletic Club | España | 1983 |
| Liga española       | Athletic Club | España | 1984 |
| Copa del Rey        | Athletic Club | España | 1984 |
| Supercopa de España | Athletic Club | España | 1984 |